# Kanada na Zimních olympijských hrách 1956
Kanada se účastnila Zimní olympiády 1956. Zastupovalo ji 35 sportovců (27 mužů a 8 žen) v 7 sportech.

## Medailisté
| Medaile | Jméno | Sport           | Soutěž            |
| ------- | --- | --------------- | ----------------- |
| Stříbro | Frances Dafoe Norris Bowden | Krasobruslení   | Sportovní dvojice |
| Bronz   | Denis Brodeur Charles Brooker William Colvin Alfred Horne Arthur Hurst Byrle Klinck Paul Knox Kenneth Laufman Howard Lee James Logan Floyd Martin Jack McKenzie Donald Rope George Scholes Gerry Theberge Robert White Keith Woodall | Lední hokej     | Turnaj mužů       |
| Bronz   | Lucile Wheeler | Alpské lyžování | Ženy sjezd        |